# 거창여자중학교
거창여자중학교(居昌女子中學校)는 대한민국 경상남도 거창군 거창읍 중앙리에 있는 공립 중학교이다.

## 학교 연혁
- 1945년 6월 30일 : 거창여자전수학교 2년제 인가
- 1945년 9월 1일 : 거창여자 초급 중학교 인가
- 1950년 8월 23일 : 한국전쟁으로 중앙리 51번지 교사 전소
- 1950년 9월 1일 : 거창읍 상림리로 교사 이전
- 1951년 11월 1일 : 현 위치의 교사로 이전
- 2022년 3월 1일 : 제29대 하현욱 교장 부임
- 2023년 2월 10일 : 제76회 졸업(졸업생 106명, 총 12,627명)
- 2023년 3월 2일 : 2023학년도 신입생 103명 입학, 학급편성 12학급(특수학급 1학급)

## 참고 자료
- 거창여자중학교 - 한국교육학술정보원 학교알리미